# Polystichum daymanense
Polystichum daymanense är en träjonväxtart som beskrevs av Nakaike. Polystichum daymanense ingår i släktet Polystichum och familjen Dryopteridaceae. Inga underarter finns listade.